# Luke Campbell (bokser)
Luke Campbell (ur. 27 września 1987 w Hull) – angielski bokser wagi koguciej, mistrz olimpijski, wicemistrz świata, mistrz Europy.
Jest Anglikiem. W 2008 roku na ringu w Liverpoolu zdobył mistrzostwo Europy amatorów. W 2011 roku, w barwach tej reprezentacji, podczas mistrzostw świata amatorów w Baku zdobył srebrny medal w kategorii koguciej (do 56 kg). Na igrzyskach olimpijskich w Londynie zdobył złoty medal w kategorii do 56 kg.

## Kariera zawodowa
Brytyjczyk zadebiutował na zawodowym ringu 13 sierpnia 2013  w Hull, wygrywając przez techniczny nokaut w pierwszej rundzie z rodakiem Andym Harrisem (2-5-0) w sześciorundowym pojedynku.	
7 marca 2015 na gali w Hull pokonał przez techniczny nokaut Nikaraguańczyka Levisa Moralesa (11-2-1, 4 KO) w walce wieczoru w trzeciej rundzie.
9 maja 2015 w Birmingham pokonał przez techniczny nokaut w trzeciej rundzie Francuza Aboubekera Bechelaghema (9-7-1).
1 sierpnia 2015 w Hull pokonał przez techniczny nokaut w dziesiątej rundzie Tommy'ego Coyle'a (21-3, 10 KO).